# Тонконог Делявиня
Тонконо́г Деляви́ня (лат. Koelēria delavīgnei) — многолетнее травянистое растение, вид рода Тонконог (Koeleria) семейства Злаки (Poaceae).

## Ареал и среда обитания
Лесостепной восточноевропейско-сибирский реликтовый вид.
Произрастает на пойменных, нередко солонцеватых, злаково-разнотравных, кострецово-бескильницевых, осоково-разнотравных, суходольных и лесных лугах, в парковых лесах и березовых рощах.

## Описание
Многолетнее растение. Группами образуют очень рыхлые дерновинки с короткими подземными побегами.
Стебли высотой от 25 до 50 см, под метёлкой на 0,5-1 см волосистые, зеленоватые, тонкие, при основании не увеличенные, одетые нераздельными светло-коричневыми фрагментами влагалищ. Листовые пластинки вегетативных побегов высотой 10—30 см, 1—2 мм шириной, свёрнутые, нежёсткие, бледно-зеленоватые, как правило, голые, иногда редковолосистые. Междоузлия стеблевых листьев голые или шероховатые, пластинки листьев 4—10 см длиной, 1 мм шириной, как правило, с пучком длинных волосков при основании, свёрнутые или плоские, голые или шероховатые.
Метёлки длиной от 6 до 12 см, 5—10 мм шириной, рыхлые, удлинённо-цилиндрические, светлые или зеленовато-пурпурные. Колоски 3,5—5 мм длиной, 2—3-цветковые, колосковые чешуи притупленные, зеленоватые, голые, по килю короткореснитчатые, нижние 3 мм длиной, узко-ланцетовидные, верхние 4 мм длиной, широко-ланцетовидные, чуть короче прилегающей цветковой чешуи. Нижние цветковые чешуи 3—4 мм длиной, затупленные или тупозаточенные, остроконечные, голые или шероховатые, зеленоватые или пурпурно-красноватые с золотистой каёмкой.
Плод — зерновка. Цветение в июне, плодоношение в июле.
Назван в честь ботаника Ф. А. Делявиня.

## Охрана
Внесена в Красную книгу Литвы, а также в Красные книги следующих субъектов Российской Федерации: Вологодская область, Ивановская область, Калужская область, Тверская область.

## Синонимы
- Koeleria barabensis (Domin) Gontsch.
- Koeleria delavignei subsp. barabensis Domin
- Koeleria delavignei var. fallax Domin
- Koeleria delavignei subsp. veresczaginii Tzvelev ex N.V.Vlasova
- Koeleria incerta Domin